# 호소카와 후미에
호소카와 후미에(細川ふみえ, 1971년 9월 2일 ~ )은 일본의 배우이다.

## 출연작

### 드라마
- 2006년 《마법전사 유캔도》 쿠리하라 코마치 역

### 영화
- 1999년 《기쿠지로의 여름》 마술사 아가씨 역